# Carta d'identità maltese
La carta d'identità maltese (in inglese Maltese Identity card, in maltese Karta tal-Identità maltija) è un documento di riconoscimento di Malta, dal gennaio 2014 è in uso la nuova carta d'identità elettronica.

## Regolamentazione
Il rilascio della carta d'identità maltese è oggi regolato dal Chapter 258 - Identity Card and other Identity Documents Act del 1º gennaio 2012 che ha sostituito le precedenti leggi, la più vecchia era l'Identity Card Act del 1975, che prevede il rilascio della carta d'identità al compimento dei 14 anni d'età.

## Come ottenerla
Bisogna recarsi con la carta d'identità scaduta o con un documento di riconoscimento presso l'ufficio di Identity Malta la Gattard House a Blata l-Bajda di Ħamrun oppure all'ufficio a Rabat (Gozo).
Il rinnovo e il rilascio di una carta d'identità è gratuito, in caso di carta d'identità rubata, distrutta o persa il costo è di 22 euro, mentre se è deturpata il costo scende a 16,50 euro.

## Caratteristiche
Le carte presentano l'atto di nascita composto da sette numeri e una lettera registrato presso il Public Registry Department, l'ultima lettera indica l'isola e il secolo di nascita:
- A: stranieri residenti in possesso della eRes Card.
- B: cittadini maltesi nati nell'isola di Malta nel XIX secolo.
- G: cittadini maltesi nati a Gozo nel XX secolo.
- H: cittadini maltesi nati a Gozo nel XXI secolo.
- L: cittadini maltesi nati nell'isola di Malta nel XXI secolo.
- M: cittadini maltesi nati nell'isola di Malta nel XX secolo.
- P: applicabile ai cittadini maltesi che non sono in grado di ottenere il loro certificato di nascita originale dal loro paese di nascita per essere registrati a Malta.
- Z: cittadini maltesi nati a Gozo nel XIX secolo.

## Carta d'Identità come documento di viaggio
La Carta d'identità maltese è utilizzabile come documento di viaggio in tutta Europa (eccetto Bielorussia, Russia, Ucraina e Regno Unito) nonché Francia d'oltremare, Georgia, Montserrat (per max. 14 giorni), Turchia e Tunisia (solo per viaggi organizzati)